# Round Lake Beach (Illinois)
Pour les articles homonymes, voir Round Lake.
Round Lake Beach est un village du comté de Lake dans l'Illinois, aux États-Unis,. Situé au centre du comté, il est  incorporé le 10 février 1937.

## Démographie
Lors du recensement de 2010, le village comptait une population de 28 175 habitants. Elle est estimée, en 2016, à 27 776 habitants.

## Personnalités
- Tim Unroe (1970-), un joueur de baseball, est né à Round Lake Beach.

## Source de la traduction
- (en) Cet article est partiellement ou en totalité issu de l’article de Wikipédia en anglais intitulé « Round Lake Beach, Illinois » (voir la liste des auteurs).